# Oodinus
Oodinus is een geslacht van kevers uit de familie van de loopkevers (Carabidae). De wetenschappelijke naam van het geslacht is voor het eerst geldig gepubliceerd in 1864 door Motschulsky.

## Soorten
Het geslacht Oodinus omvat de volgende soorten:
- Oodinus alutaceus (Bates, 1882)
- Oodinus amazonus (Chaudoir, 1882)
- Oodinus arechavaletae (Chaudoir, 1882)
- Oodinus darlingtoni Bousquet, 1996
- Oodinus edentulus Bousquet, 1996
- Oodinus exiguus (Andrewes, 1933)
- Oodinus limbellus (Chaudoir, 1882)
- Oodinus piceus Motschulsky, 1864
- Oodinus pseudopiceus Bousquet, 1996
- Oodinus similis Bousquet, 1996